# Hang – Szociáldemokrácia
A Hang – Szociáldemokrácia (szlovákul: Hlas – sociálna demokracia, röviden HLAS-SD vagy Hlas), egy szociáldemokrata és baloldali nacionalista párt Szlovákiában. 2020-ban alapították az Irány – Szociáldemokrácia (SMER–SD) pártot elhagyó politikusok, Peter Pellegrini volt miniszterelnök vezetésével. 2022 októberében felvették az Európai Szocialisták Pártja (PES) társult tagjává, amit azonban 2023 októberében felfüggesztettek.
A párt elnökségének több tagja, köztük Peter Pellegrini pártelnök, vesztegetéssel és hatalommal való visszaéléssel is összefüggésbe hozható a velük együttműködő vádlottak vallomásai szerint. 2020 decemberében a Nemzeti Bűnüldözési Ügynökség vesztegetéssel vádolta meg Peter Žigát, a párt elnökségi tagját.

## Története
A párt elnöke Peter Pellegrini 2000-ben csatlakozott az Irány – Szociáldemokrácia (SMER–SD) párthoz. Miután a 2006-os parlamenti választáson beválasztották a szlovák parlamentbe, Pellegrini több államtitkári, miniszteri és nemzeti tanácsi posztot is betöltött. 2014-ben a Smer alelnökévé választották. Pellegrini Robert Ficót követte a miniszterelnöki poszton a 2018-as kormányválság után, amelyet Ján Kuciak oknyomozó újságíró meggyilkolása váltott ki. Ugyanakkor Fico maradt a Smer elnöke.
Pellegrini vezette a Smer választási listáját a 2020-as szlovákiai parlamenti választáson, miközben továbbra is a párt alelnöke volt. Miután Pellegrini több mint 170 ezerrel több preferenciális szavazatot szerzett Ficónál, Pellegrini pártkonvenciót hirdetett, és kifejezte szándékát, hogy indul a pártelnöki posztért.
A Hlas megalapítását 2020. június 29-én jelentették be, és a szlovák Belügyminisztérium 2020. szeptember 11-én vette nyilvántartásba. A pártot Peter Pellegrini volt miniszterelnök alapította. Az új párt megalakulásának napján Pellegrini kilépett a Smerből, amit rajta kívül 10 másik addig smeres parlamenti képviselő is megtett. A pártként való bejegyzéshez 2020. december 25-ig 10 000 aláírást kellett megszereznie. Pellegrini, Matúš Šutaj Eštok és Peter Kmec alkották a párt előkészítő bizottságát, Pellegrini pedig a párt elnöke lett.
Közvetlenül a párt megalakulása után 16%-os támogatottságot mértek a Hlasnak. 2020 októberében már a legnépszerűbb pártnak mérték, és 2023 januárjáig a legtöbb közvélemény-kutatás ugyancsak első helyre mérte a pártot. Miután Pellegrini 2023 márciusában meglátogatta Olaf Scholz német kancellárt, egyes egyes elemzők úgy értékelték, hogy az Európai Szocialisták Pártja (PES) preferált szlovák pártja a Smer helyett immár a Hlas, az előbbi párt szélsőségesebb retorikája miatt.

## Ideológia
A Hlas Európa-párti felfogású, és a hagyományos szociáldemokrata célokat kívánja előmozdítani a jóléti államon belül. Konzervatívabb álláspontot tükrözve a párt elutasítja a liberalizmus támogatását társadalmi kérdésekben, amelyekre szerintük nincs kereslet. A párt alelnöke, Erik Tomáš azt mondta: „Ha a közvélemény-kutatásokról beszélünk, konzervatív szavazóink vannak, és mindenkit biztosíthatok arról, hogy megvannak a prioritásaink, és nem nyitunk meg bizonyos liberális kérdéseket.”
A Hlast olyan pártként írják le elemzők, mely vonakodik számos kérdésben a választópolgárok jelentős része által ellenzett álláspontra helyezkedni.

## Bűnügyi vádak a Hlas politikusai ellen
Az Országos Bűnüldözési Ügynökség 2020 decemberében vesztegetéssel gyanúsította meg a Hlas hivatalban lévő elnökségi tagját és Pellegrini kormányának volt környezetvédelmi miniszterét, Peter Žigát. Monika Jankovská, a Pellegrini-kormány igazságügyiminiszter-helyettesét vesztegetéssel és hatalommal való visszaéléssel gyanúsították meg, és beismerő vallomást tett. Az ő vallomása szerint Peter Žiga 100 000 euró kenőpénzt ajánlott fel a bős–nagymarosi vízlépcső ügyében a nemzetközi vitában döntő bírónak. 2023 januárjáben Žiga ellen vádat emeltek; az eljárás folyamatban van.
2021 augusztusában a szlovák Pénzügyi Igazgatóság korábbi elnöke, František Imrecze és Michal Suchoba informatikai vállalkozó (mindketten bűnösnek vallották magukat vesztegetés gyanújában) azt vallották, hogy 2014-ben Peter Pellegrini – aki akkoriban pénzügyminiszter-helyettesként dolgozott – kenőpénzt kért, majd kapott 150 000 euró értékben. Az Imrecze vezette Pénzügyi Igazgatóság akkoriban döntött a virtuális pénztárgépek bevezetéséről, ami egy 5,5 millió eurós üzlet lett volna, és Suchoba cége szállított volna hozzá az informatikai hátteret. 2023 januárjáig a Nemzeti Bűnüldözési Ügynökség nem emelt vádat ebben az ügyben. 2018-ban Pellegrininek volt egy ingatlanügye, mivel 410 000 euróért vásárolt egy luxuslakást Pozsonyban. Vagyonnyilatkozata szerint Pellegrininek 246 000 eurót saját bevételéből kellett fedeznie, a fennmaradó részt pedig kölcsön kellett volna finanszíroznia, annak ellenére, hogy 2006 óta összesen 460 000 eurót keresett a politikai állásaiból.
2022 áprilisában a Pénzügyi Igazgatóság volt elnöke, František Imrecze vallomásában beszámolt egy feltételezett bűnszervezetről, amelyet Szlovákia miniszterelnöke és az Irány – Szociáldemokrácia hivatalban lévő vezetője, Robert Fico vezetett. Beszámolt arról is, hogy Erik Tomáš, a Hlas alelnöke állami szervekkel visszaélve akart illegálisan kompromittáló anyagokat szerezni politikai ellenfeleikről, elsősorban Igor Matovič ellenzéki vezetőjükről. Az Országos Bűnüldözési Ügynökség ebben az ügyben nem emelt vádat, mert elévült.
2020 decemberében megvádolták vesztegetéssel a rendőrség korábbi elnökét, Milan Lučanskýt, akit Pellegrini kormányában belügyminiszter volt, és a párt helyettes vezetőjét, Denisa Sakovát. A vád szerint 2018 és 2019 között Lučanský összesen 510 000 euró összegű kenőpénzt kapott. 2020. december 30-án Lučanský öngyilkos lett, ezért az ügyét elutasították. 2021 áprilisában Michal Suchoba informatikai vállalkozó (vesztegetés gyanújában bűnösnek vallotta magát) azt vallotta, hogy Pellegrini kabinetjének volt miniszterelnök-helyettese és pénzügyminisztere, Peter Kažimír évi 500 000 euró kenőpénzt kap a Pénzügyi Igazgatóság informatikai megrendeléseiért. Az Országos Bűnüldözési Ügynökség nem emelt vádat ebben az ügyben. Kažimírt többször is megvádolták František Imrecze volt pénzügyi igazgatási elnök 50 000 eurós megvesztegetésével. Vádját 2022 novemberében ejtették, miután Maroš Žilinka főügyész felmentette. 2022 májusában vesztegetéssel gyanúsították meg a Pellegrini-kormány igazságügyi miniszterét, Gál Gábort, aki ellen 2024 januárjában vádat emeltek.

## A párt elnökei
| Név               | hivatal kezdete | hivatal vége |
| ----------------- | --------------- | ------------ |
| A Hlas elnökei    |                 |              |
| Peter Pellegrini  | 2020            | 2023         |
| Matúš Šutaj Eštok | 2023            | hivatalban   |

## Választási eredmények

### Parlamenti választások
| Választás | Szavazatok száma | Szavazatok aránya | Mandátumok száma | Mandátumok aránya | Parlamenti szerepe |
| --------- | ---------------- | ----------------- | ---------------- | ----------------- | ------------------ |
| 2023-as   | 436 415          | 14,7%             | 27               | 18%               | kormánypárt        |

#### A szavazatok területi megoszlása

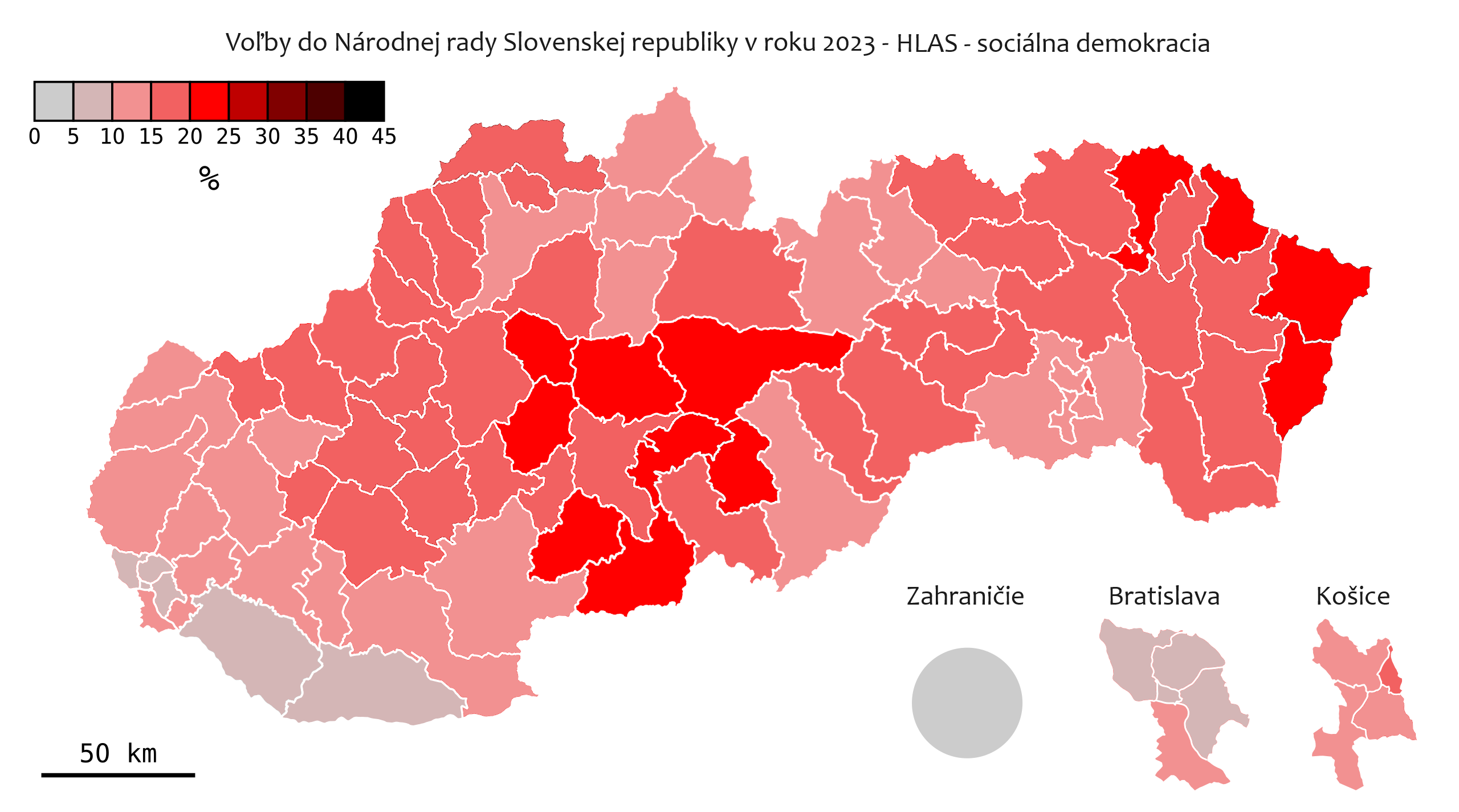
A Hlas által elért százalékos eredmény Szlovákia egyes járásaiban a 2023-as parlamenti választáson

## Lásd még
- Szlovákia politikai élete

## Fordítás
Ez a szócikk részben vagy egészben  a   Voice – Social Democracy című angol Wikipédia-szócikk ezen változatának fordításán alapul.  Az eredeti cikk szerkesztőit annak laptörténete sorolja fel. Ez a jelzés csupán a megfogalmazás eredetét és a szerzői jogokat jelzi, nem szolgál a cikkben szereplő információk forrásmegjelöléseként.